# Ratpenat frugívor de Rickart
El ratpenat frugívor de Rickart (Dyacopterus rickarti) és una espècie de ratpenat de la família dels pteropòdids. Viu a les illes de Mindanao i Luzon (Filipines). El seu hàbitat són els boscos primaris o secundaris de l'estatge montà, a més de les selves molsoses. Encara no s'ha pogut determinar si aquesta espècie es troba en perill d'extinció.